# Tập đoàn quân 41 (Liên bang Nga)
Tập đoàn quân binh chủng hợp thành Cận vệ số 41 Huân chương Cờ Đỏ (tiếng Nga: 41-я гвардейская общевойсковая Краснознамённая армия) là một đơn vị quân sự chiến lược cấp tập đoàn quân của Hồng quân Liên Xô trong giai đoạn Thế chiến II. Hiện tại đơn vị trực thuộc Quân khu Trung tâm, Quân đội Nga.

## Lịch sử chiến đấu
Tập đoàn quân 41 được thành lập vào tháng 5 năm 1942, biên chế bao gồm các sư đoàn súng trường 134, 135, 179, 234, Sư đoàn súng trường Cận vệ 17, Lữ đoàn xe tăng 21, hai tiểu đoàn súng cối Cận vệ độc lập và một số đơn vị độc lập khác
Từ tháng 5 đến tháng 11 năm 1942, Tập đoàn quân được tập trung bảo vệ phía Tây Nam thành phố Bely. Cuối tháng 11, Tập đoàn quân tham gia chiến dịch Rzhev (còn được gọi là "Chiến dịch Sao Hỏa"). Tập đoàn quân đội 66 đã giao chiến với Quân đoàn thiết giáp XLI Wehrmacht. Cuộc tấn công thất bại, đơn vị bị bao vây bởi Quân đoàn XXX của Đức. Đến ngày 8 tháng 12, lực lượng bên trong vòng vây bị tiêu diệt.
Vào tháng 3 năm 1943, Tập đoàn quân 41 mới được tăng cường tham gia chiến dịch Rzhev - Vyazma. Các đơn vị Đức trong khu vực Rzhev-Vyazma bị tiêu diệt. Sau trận chiến, các đơn vị của Tập đoàn quân được chuyển giao cho Tập đoàn quân 39 và Tập đoàn quân 43, trong khi Tập đoàn quân 41 được chuyển đến lực lượng dự bị của STAVKA. Vào ngày 9 tháng 4 năm 1943, Tập đoàn quân bị giải tán và các đơn vị còn lại được nhâp vào biên chế Phương diện quân Dự bị.

## Lục quân Nga
Tập đoàn quân 41 được cải tổ vào ngày 1 tháng 12 năm 1998, trực thuộc Quân khu Siberia. Năm 2002, Sư đoàn Súng trường Cơ giới cận vệ 122 được chuyển đến Aleysk và nhập vào biên chế Tập đoàn quân. Trong cuộc cải cách quân đội Nga năm 2009, Sư đoàn được chuyển đổi thành Lữ đoàn súng trường cơ giới cận vệ 35. Ngày 1 tháng 9 năm 2010, Tập đoàn quân được chuyển giao cho Quân khu Trung tâm sau khi Quân khu Siberia bị giải tán.
Một tiểu đoàn tác chiến điện tử dự kiến sẽ được thành lập trong Tập đoàn quân 41 vào cuối năm 2019.

### Khủng hoảng Nga-Ukraine năm 2021
Trong bối cảnh cuộc khủng hoảng Nga-Ukraine năm 2021, các đơn vị của Tập đoàn quân 41 được cho là đã triển khai đến phía Tây để tăng viện cho các đơn vị ở các Quân khu phía Tây và phía Nam. Các đơn vị này được cho bao gồm các thành phần của Lữ đoàn súng trường cơ giới 35, 55 và 74, Lữ đoàn pháo binh 120, Lữ đoàn tên lửa 119, Trung đoàn xe tăng 6 của Sư đoàn xe tăng 90. Số lượng phương tiện quân sự lên đến khoảng 700 MBT, IFV và SPH, hệ thống tên lửa đạn đạo Iskander cũng được cho là đã được bố trí lại về phía tây.

## Biên chế

### Chiến tranh thế giới thứ hai
Ngày 1 tháng 6 năm 1942:
- Sư đoàn súng trường cận vệ 17
- Sư đoàn súng trường 134
- Sư đoàn súng trường 135
- Sư đoàn súng trường 179
- Sư đoàn súng trường 234
- Lữ đoàn thiết giáp 21
- Các đơn vị Công binh và Pháo binh độc lập

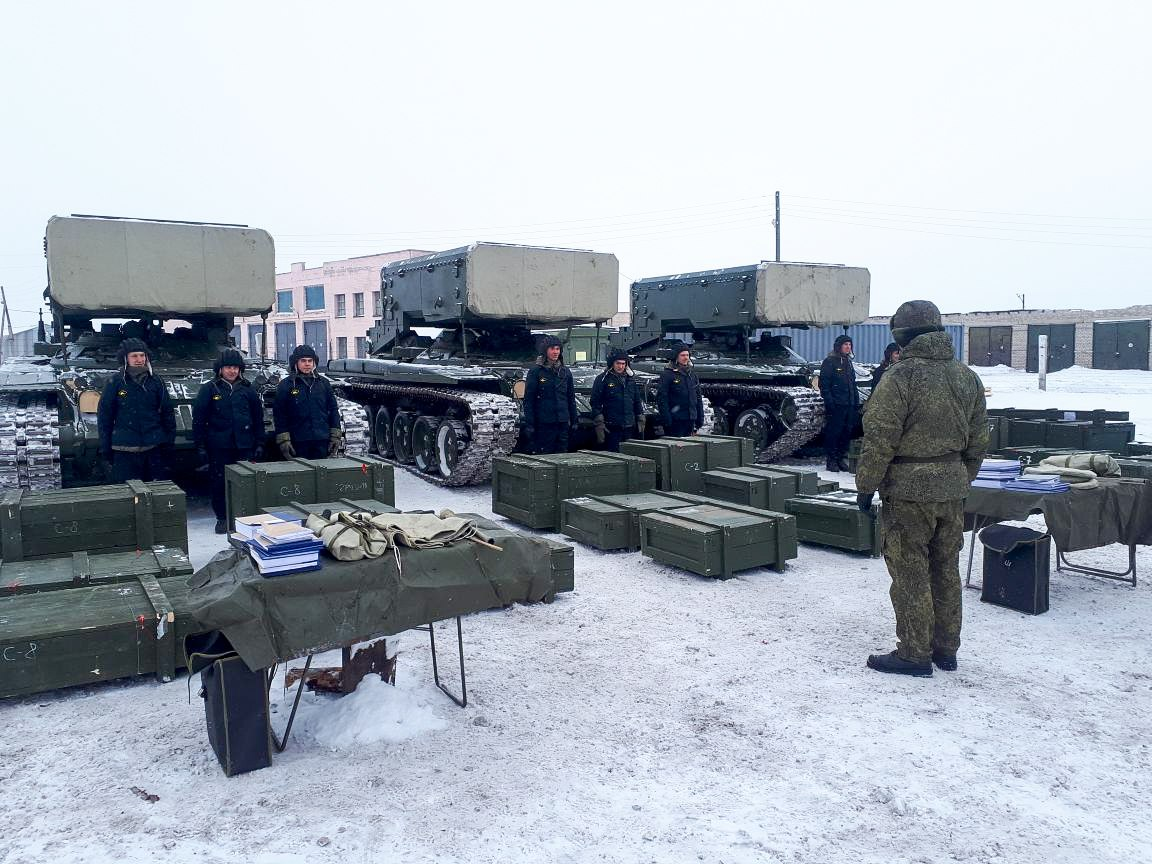
Tổ hợp TOS-1A "Solntsepek" của trung đoàn 10 phòng vệ RCB 41. Ngày 13 tháng 2 năm 2018.

Ngày 1 tháng 9 năm 1942:
- Sư đoàn súng trường cận vệ 17
- Sư đoàn súng trường 134
- Sư đoàn súng trường 179
- Sư đoàn súng trường 234
- Lữ đoàn thiết giáp 21
- Lữ đoàn thiết giáp 104
- Các đơn vị Công binh và Pháo binh độc lập

Ngày 1 tháng 12 năm 1942:
- Quân đoàn súng trường 6
  - Sư đoàn súng trường 150
  - Lữ đoàn súng trường 74
  - Lữ đoàn súng trường 75
  - Lữ đoàn súng trường 78
  - Lữ đoàn súng trường 91
- Sư đoàn súng trường cận vệ 17
- Sư đoàn súng trường 93
- Sư đoàn súng trường 134
- Sư đoàn súng trường 234
- Sư đoàn súng trường 262
- Quân đoàn cơ giới 1
  - Lữ đoàn cơ giới 19
  - Lữ đoàn cơ giới 35
  - Lữ đoàn cơ giới 37
  - Lữ đoàn xe tăng 65
  - Lữ đoàn xe tăng 219
- Lữ đoàn cơ giới 47
- Lữ đoàn cơ giới 48
- Lữ đoàn thiết giáp 104
- Lữ đoàn thiết giáp 154
- Các đơn vị Công binh và Pháo binh độc lập

Ngày 1 tháng 3 năm 1943:
- Sư đoàn súng trường cận vệ 17
- Sư đoàn súng trường 93
- Sư đoàn súng trường 134
- Sư đoàn súng trường 262
- Lữ đoàn súng trường 75
- Lữ đoàn súng trường 78
- Các đơn vị Công binh và Pháo binh độc lập

### Năm 2009
- Tổng hành dinh - Novosibirsk
  - Sư đoàn súng trường cơ giới 85- Novosibirsk
  - Sư đoàn súng trường cận vệ 122 - Aleysk
  - Lữ đoàn súng trường cơ giới độc lập 74 - Yurga
  - Nhiều cơ sở kho bãi khác

### Năm 2016
- Bộ tư lệnh tập đoàn quân
- Lữ đoàn bộ binh Cận vệ 35
- Lữ đoàn bộ binh Cận vệ 55[11][12]
- Lữ đoàn bộ binh Cận vệ 74
- Lữ đoàn tên lửa đạn đạo Cận vệ 119
- Lữ đoàn pháo binh Cận vệ 120
- Lữ đoàn tên lửa phòng không 61
- Lữ đoàn chi viện hậu phương độc lập 106
- Trung đoàn phòng hóa độc lập số 10

## Danh sách tư lệnh

### Liên Xô

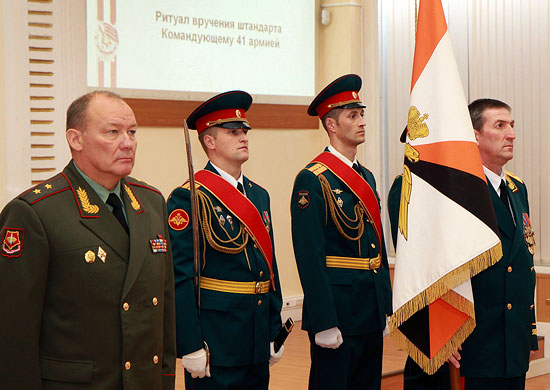
Phó Tư lệnh Quân khu Trung tâm A. Dvornikov (trái) và Tư lệnh Tập đoàn quân 41 Kh. Kaloev (phải). Ngày 10 tháng 10 năm 2013.

| Nhiệm kỳ          | Nhiệm kỳ          | Tư lệnh        |
| Bắt đầu           | Kết thúc          | Tư lệnh        |
| ----------------- | ----------------- | -------------- |
| Tháng 5 năm 1942  | Tháng 12 năm 1942 | German Tarasov |
| Tháng 12 năm 1942 | Tháng 3 năm 1943  | Ivan Managarov |
| Tháng 3 năm 1943  | Tháng 4 năm 1943  | Iosif Popov    |

### Nga
| Nhiệm Kỳ                             | Tư lệnh                       |
| ------------------------------------ | ----------------------------- |
| Tháng 7 năm 1998 - tháng 6 năm 2001  | Aleksandr Sergeyevich Morozov |
| Tháng 6 năm 2001 - tháng 7 năm 2003  | Vladimir Kovrov               |
| Tháng 7 năm 2003 - tháng 8 năm 2004  | Sergei Viktorovich Bunin      |
| Tháng 10 năm 2004 - tháng 1 năm 2006 | Arkady Viktorovich Bakhin     |
| Tháng 1 năm 2006 - tháng 4 năm 2008  | Alexander Viktorovich Galkin  |
| Tháng 5 năm 2008 - tháng 6 năm 2009  | Sergey Yuryevich Istrakov     |
| Tháng 6 năm 2009 - tháng 10 năm 2013 | Vasily Petrovich Tonkoshkurov |
| Tháng 10 năm 2013 - tháng 1 năm 2016 | Khasan Bekovich Kaloev        |
| Tháng 1 năm 2016 - tháng 11 năm 2018 | Alexey Vladimirovich Zavizion |
| Tháng 11 năm 2018 - tháng 8 năm 2020 | Ykov Vladimirovich Rezantsev  |
| Tháng 8 năm 2020 - nay               | Sergei Borisovich Ryzhkov     |